# Taková normální rodinka (film)
Taková normální rodinka je česká filmová komedie, kterou natočil režisér Patrik Hartl podle vlastního scénáře. Do českých kin byl snímek uveden 17. dubna 2008. Film vznikl volně na motivy stejnojmenné knihy Fan Vavřincové z roku 1991 a je rebootem televizního seriálu Taková normální rodinka z let 1971–1972.

## Příběh
Rodina Hanákových žije společně v hájence za městem. Toto nesourodé, leč láskyplné společenství tvoří několik generací. Babička bývala Miss Kyjev, vdala se do Čech a dnes je její vášní vymýšlení detektivních zápletek. Maminka je oporou rodiny, tatínek miluje zvířata, starší dcera Pavla cvičí tchaj-ťi, propaguje zdravou výživu a s nadhledem zvládá své synky a manžela Petra. Mladší dcera Káča jednoho dne rodinu zaskočí. Oznámí, že je těhotná a brzy rodině představí svého nastávajícího Zdeňka. Zdeněk je student, nemá byt, peníze ani práci, ale chce se zachovat jako chlap a s Kačenkou se oženit. Rodinka si hodlá nového člena dobře prověřit a připraví pro něj řadu náročných úkolů.

## Obsazení
- Eva Holubová jako Hanáková, matka
- Jaromír Dulava jako Hanák, otec
- Monika Zoubková jako Káča, mladší dcera
- Jiří Mádl jako Zdeněk, Káčin přítel
- Lilian Malkina jako babička
- Marián Labuda jako Poštolka
- Ivana Chýlková jako Zdeňkova matka
- Vanda Hybnerová jako Pavla, starší dcera
- Ľuboš Kostelný jako Petr, Pavlin manžel